# Tuomo Pekkanen
Tuomo Antero Pekkanen, född 16 juli 1934 i Saari, är en finländsk klassisk filolog.
Pekkanen avlade filosofie doktorsexamen 1969. Han var 1969–1972 chef för Finlands Rominstitut Villa Lante och 1975–1999 professor i latin vid Jyväskylä universitet. Han är sedan 1989 redaktör för Yles nyhetssändningar på latin, Nuntii Latini, som rönt världsvid uppmärksamhet.
Pekkanen har publicerat flera verk från den klassiska filologins område samt läroböcker i latin. Han har även översatt Kalevala till latin (1986). År 1982 utnämndes han till ledamot av Finska Vetenskapsakademien.

## Utmärkelser
- Riddartecknet av I klass av Finlands Vita Ros’ orden[2]
- Riddare av Italienska republikens förtjänstorden[2]

[Redigera Wikidata]